# Vers la beauté
Vers la beauté est un roman français de David Foenkinos publié aux éditions Gallimard (NRF) en 2018.

## Résumé
Antoine Duris, professeur d'histoire de l'art à Lyon s'installe soudainement à Paris, prétextant cet exil comme un besoin pour écrire son roman. Il coupe tout contact et postule en tant que gardien au musée d'Orsay. Seule sa sœur, Éléonore, ne le croit pas.
À l’issue de son entretien d'embauche avec la DRH du musée, Mathilde Mattel, Antoine est engagé comme gardien de salle. Cependant, la DRH se questionne sur ce personnage, spécialiste de Modigliani : largement sur-qualifié pour son nouveau poste, quelles sont les raisons qui ont poussé Antoine à cette reconversion ? 
Une exposition sur Modigliani avait justement lieu au musée. 
Se rapprochant de sa patronne, Antoine, maladroit et troublé, interrompt consciemment à deux reprises Fabien Frassieux, un guide très apprécié du musée, afin de le corriger. Fabien exige alors le renvoi immédiat et définitif du nouveau gardien, qualifiant le geste d’Antoine déplacé et irrespectueux.
Malgré les tentatives de Mathilde, Antoine est contraint de démissionner. Il finit par entraîner sa patronne à Lyon, pour un week-end, afin de lui faire part de ses problèmes qui l’ont poussé à fuir. Les deux protagonistes se retrouvent ainsi au cimetière, devant un plaque indiquant le nom de Camille Perrotin (1999-2017).
La deuxième partie du roman s’ouvre sur la vie d’Antoine avant qu’il ne s’installe à Paris : en couple depuis 7 ans avec Louise, celle-ci l’avait quitté. En effet, elle ne le voyait pas comme le père de ses enfants et avait ainsi achevé la relation. Les états d’âme d’Antoine après cette rupture le pousse à entretenir une relation purement sexuelle avec Sabine, une collègue des Beaux-Arts. 
L’histoire se poursuit en racontant la vie de Camille, jeune fille studieuse et timide qui vit paisiblement à Lyon avec ses parents. À la suite d'une visite au musée, la jeune fille se passionne pour le monde artistique, la peinture, l’histoire de l'art… Elle passe à présent son temps à peindre, à lire sur la peinture, à parler de peinture… Sa mère Isabelle et son père Thierry sont fiers de cette nouvelle passion et décident d’organiser une rencontre avec Sabine, une amie infirmière d’Isabelle, et son mari, Yvan, professeur d’arts plastiques au lycée. Yvan est subjugué par le talent de Camille et confie à ses parents qu’elle est très douée. Ils décident d’organiser une séance chaque mercredi, où Yvan pourrait apprendre à Camille méthodes et techniques. 
Un mercredi, Yvan ne peut plus se contrôler et demande à Camille si elle ressent du désir pour lui. La jeune fille est choquée du comportement de son professeur et décide de partir. Mais Yvan l’en empêche et la viole. Après coup, Yvan manipule Camille afin qu’elle ne dise rien inventant une histoire d’erreur médicale qui pourrait envoyer Isabelle, la mère de Camille en prison. 
Après cette tragédie, Camille sombre dans une dépression et redouble sa seconde. Puis, elle obtient d’excellents résultats l’année suivante en se noyant dans le travail et passe ainsi directement en première. Camille finit le lycée avec mention très bien au bac et s’inscrit aux Beaux-Arts de Lyon, où elle est élève d’Antoine Duris. 
Le professeur est happé par le talent de Camille, qui reste très fermée et silencieuse. 
Parallèlement, Camille voit une psychologue qui l’aide à se reconstruire en lui conseillant d’écrire. 
Camille et Antoine tissent des liens et deviennent importants l’un pour l’autre. Camille dessine son professeur, comme si en tant qu’âme brisée, elle pouvait reconnaître ceux qui étaient comme elle. 
Un jour, Antoine rend un devoir à Camille qui se voulait brillant mais hors-sujet. Quelques instants plus tard, Camille croise le regard d’Yvan, qui fait visiter l’université à ses lycéens. 
Camille rentre chez elle, et se jette du dernier étage, laissant derrière elle ses peintures et une longue lettre qui explique son calvaire des dernières années. Yvan est alors arrêté sur le champ. 
Antoine, bouleversé par la disparition de son élève, qui se pensait même coupable concernant le hors-sujet, fuit à Paris. 
On revient alors dans le présent où Antoine se présente devant le domicile des parents de Camille. Avec Isabelle, ils parlent longuement et décident d’organiser une exposition des œuvres de Camille en son honneur. 
Antoine et Mathilde s’embrassent et Antoine reste un moment seul dans la galerie, seul avec ce qu’il lui reste de son élève.

## Accueil
Le lectorat francophone lui réserve un accueil mitigé,,.